# Hamburguesa de Gómez
La Hamburguesa de Gómez (en inglés Gómez's Hamburger) tuada en la constelación de Sagitario, descubierta en fotografías del cielo en 1985 por el astrónomo Arturo Gómez desde el Observatorio de Cerro Tololo (Chile), debe su peculiar nombre a su descubridor y a su sorprendente semejanza con una hamburguesa. Probablemente se trata de una estrella joven rodeada de un disco protoplanetario. 
Inicialmente se pensó que se trataba de una protonebulosa planetaria (una tipo de nebulosa eyectada por una estrella vieja) situada a gran distancia. Sin embargo, recientes estudios indican que su distancia es moderada, unos 900 años luz, y que la nebulosa es muy probablemente un disco rotando alrededor de una estrella joven, en el que se ha identificado la probable presencia de un planeta en formación.

La imagen obtenida con el telescopio espacial Hubble permite ver la estructura de la nebulosa en alta resolución, destacando la banda oscura de polvo que la corta por la mitad. Esta banda oscura es en realidad la sombra de un grueso disco que rodea la estrella central, y que nosotros vemos de perfil. La propia estrella, con una temperatura efectiva en torno a 10 000 K, queda oculta dentro del disco. Sin embargo, la luz que emite emerge en direcciones perpendiculares al disco ilumina el polvo encima y debajo de ella. La peculiar geometría de este objeto, visto casi exactamente de canto, ha permitido su estudio con particular detalle. Se cree que este tipo de discos terminarán formando un sistema planetario similar al nuestro, del que, como se menciona más arriba, ya hay indicios. 